# 戴振秋
戴振秋（1962年—），广东阳江人，汉族，中华人民共和国政治人物、第十二届全国人民代表大会广东地区代表。
毕业于广东省委党校贸易经济专业。加入中国共产党。2013年，担任全国人大代表。